# Kita Kita
Kita Kita è un film del 2017 diretto da Sigrid Andrea Bernardo e interpretato da Alessandra De Rossi ed Empoy Marquez. Ambientato in Giappone e prodotto dalla Spring Films di Joyce Bernal e Piolo Pascual, è stato distribuito dalla Viva Films.
Uscito nelle sale internazionali nel marzo 2017 e definito una sleeper hit già a poche settimane dalla sua distribuzione, Kita Kita è il film indipendente più di successo nella storia del cinema filippino con un incasso al botteghino di 320 milioni di pesos. CNN Philippines lo ha annoverato "tra le migliori commedie romantiche degli ultimi 25 anni".